# Corvus fuscicapillus
Corvus fuscicapillus е вид птица от семейство Вранови (Corvidae). Видът е почти застрашен от изчезване.

## Разпространение
Видът е разпространен в Индонезия.